# Disonycha arizonae
Disonycha arizonae är en skalbaggsart som beskrevs av Thomas Casey 1884. Disonycha arizonae ingår i släktet Disonycha och familjen bladbaggar. Inga underarter finns listade i Catalogue of Life.